# Der Excentric-Club
Der Excentric-Club ist ein deutsches Stummfilmdrama aus dem Jahre 1913 von und mit In Nacht und Eis-Regisseur Mime Misu.

## Handlung
Die prächtigen Räume des Excentric-Clubs, in dem die Reichen und Schönen, der Adel und die Vertreter der Hochfinanz ein und aus gehen, bilden den glanzvollen Ausgangspunkt dieser aus fünf Kapiteln plus einem Vorspiel und einem Epilog bestehenden Geschichte. Die Behaglichkeit gepflegter Upperclass-Konversationen in den Clubräumen wird jäh unterbrochen, als Admiral White ein Inserat aus der Zeitung vorliest. Dort sucht ein armer Familienvater und Schiffsarbeiter namens John aus Liverpool, der seinen Fleiß extra hervorhebt, dringend nach Arbeit. Aus dieser Situation heraus entsteht eine rege Diskussion unter den Vertretern der Oberschicht, ob ein Mensch mit Geld per se glücklicher sei als einer ohne. Die meisten sind davon überzeugt, dass Geld glücklich mache, lediglich Lord Chester ist gänzlich entgegengesetzter Meinung: er behauptet, Geld mache eher unglücklich. Lord Chester bietet daraufhin, ganz britischer Club-Gentleman in der Tradition eines Phileas Fogg, sofort eine Wette an, die sich auf den Familienvater bezieht und dem Gewinner 100.000 Pfund Sterling verspricht. Ein Jahr geben die Club-Freunde ihrem Wettpartner Zeit, seine These zu untermauern.
Sofort macht sich Lord Chester an die Arbeit und verkleidet sich als einfacher Arbeiter. Von den Clubfreunden wird er mit 20.000 Pfund in Münzen als Manövriermasse ausgestattet, die er für die Wette benötigt. In seiner Proletarierkluft besucht Chester John, um ihm eine Arbeit anzubieten, die dieser freudig annimmt. Er bestellt den Vater der hübschen Ethel zu einer Ruine, angeblich, um dort Gestrüpp zu beseitigen. In Wahrheit hat der Lord dort die 20.000 Pfund versteckt. Nach getaner Arbeit gehen beide in eine Pinte, in der Lord Chester rasch vortäuscht, angetrunken zu sein. In diesem vorgeblichen Zustand zeigt er John eine Goldmünze und erzählt ihm sybillinisch, er wisse, wo noch mehr davon liege. John wittert Reichtum und versucht, den schauspielernden Lord auszuhorchen. Tatsächlich spürt John den Hartgeldschatz auf und schafft ihn mit großer Mühe fort, wohlwollend beobachtet von seinem falschen Arbeiterkollegen.
Mit diesem Geld zu großem Reichtum gekommen, ist John in kurzer Zeit ein erfolgreicher Reeder geworden. Um den Fortgang seines Wettexperiments auch weiterhin genau beobachten zu können, hat sich Lord Chester von John als dessen Kammerdiener einstellen lassen. Ist John glücklicher oder unglücklicher geworden? Nun, seine Tochter Ethel hat sich nicht verändert, sie ist endlich mit ihrem alten Freund Dick, einem einfachen Schmiedegesellen, zusammengezogen. Und der bekommt plötzlich Johns Wandlung zu spüren. Plötzlich ist Dick nicht mehr gut genug für seine Tochter. John findet, dass seine Ethel, ein Mädchen aus reichem Hause, etwas besseres verdienen würde. Und so verweigert John ihm brüsk die Hand seiner Tochter. Der zu Reichtum gelangte Mann aus einfachen Verhältnissen unternimmt alles, um seine Tochter von Dick fernzuhalten. In Johns Augen passt der versnobte Edelmann Sir Gordon Parker viel besser zum Töchterchen. Ethel fügt sich Daddys Order, sich mit Parker zu verloben, doch am Tag ihrer anberaumten Hochzeit brennt das Mädchen mit Dick, den sie nie vergessen konnte, kurzerhand durch. „Kammerdiener“ Lord Chester bringt John den Abschiedsbrief Ethels, worauf dieser ohnmächtig zusammensackt. Auch die Mutter des Mädchens ist fassungslos.
Während Vater John seiner Tochter gegenüber unversöhnlich bleibt, ist Ethels Mutter weicher und hält per Brief Kontakt zu ihrer Tochter. Deswegen kommt es zum heftigen Streit zwischen den Eheleuten. Nach einem dieser Streits wirft John seine Frau kurzerhand raus. Auch seine einstige Hilfsbereitschaft und Großzügigkeit schrumpft von Tag zu Tag; den in Schwierigkeiten befindlichen Fischern hilft er zwar finanziell aus, aber unter äußerst harten Bedingungen. Da die Fischer das vorgestreckte Geld nicht termingerecht zurückzahlen können, lässt er fortan deren Fänge pfänden und bringt damit deren Familien an den Rand des Ruins. Mit seinem Reichtum im Rücken überkommt den einst armen Hungerleider immer häufiger blanke Hybris. Als eines Tages eines seiner Passagierschiffe wegen zu hohen Seegangs nicht auslaufen kann und der zuständige Kapitän sich verweigert, übernimmt John kurzerhand selbst das Kommando an Bord und sticht in See. Mit an Bord: sein „Kammerdiener“ Lord Chester. Ein schwerer Sturm erfasst das Schiff, das wegen eines Lecks bald vollläuft. Fieberhaft versuchen Heizer, Kohlenschlepper und Matrosen das Leck abzudichten, doch es nutzt nichts. Durch einen Fehler Johns kommt es im Heizkessel unter Deck auch noch zu einer Explosion, bei der einige Besatzungsmitglieder ums Leben kommen. Im Moment höchster Verzweiflung will sich der Reeder erschießen, sieht aber ein, dass er sich so nicht aus seiner Verantwortung für all diese Dinge, die unter ihm schiefgelaufen sind, stehlen kann.
An Bord herrscht ein Kampf auf Leben und Tod, zahlreiche Matrosen und Heizer sind tot, verbrannt oder doch schwer verletzt. Nun stürzt auch John unter Deck, um mit anzupacken und zu helfen, wo er nur kann. Dann verlassen ihn die Kräfte, und er kollabiert. Einige seiner Leute retten ihm das klägliche Leben und bringen ihn in seine Kabine. Schließlich stirbt er dort, vom Dämon Geld im Fieberwahn gepeinigt und zutiefst unglücklich. Lord Chester ist einer der Überlebenden dieser Schiffskatastrophe. Ein Jahr ist vergangen, und die Wettkontrahenten haben sich im Excentric-Club verabredet. Lord Chester kommt nicht, dafür aber ein Brief. In ihm steht: „Wohl habe ich die Wette gewonnen, doch bereue ich sie tief. Ich verzichte auf die gewonnene Summe zugunsten der Hinterbliebenen Johns. Lord Chester.“

## Produktionsnotizen
Der Excentric-Club wurde im Union-Atelier von Berlin-Tempelhof gedreht, passierte im August 1913 die Zensurprüfung und wurde wohl wenig später uraufgeführt. Der Film besaß vier Akte und war 1250 Meter lang. Am 10. Februar 1914 lief der Streifen in den USA unter dem Titel The Money God or Do Riches Bring Happiness? an.
Mime Misu konnte hier, nach der Arbeit an seinem wohl berühmtesten Film, dem im Jahr zuvor entstandenen Titanic-Drama In Nacht und Eis (1912), ein weiteres Mal im großen Rahmen ein Schiffsunglück inszenieren. Gedreht wurde diese Szenerie vor Hamburg.

## Kritik
„So ist ihr jüngstes Werk „Der Excentric-Club“ … gewiss eine Sehenswürdigkeit und hat das Verdienst, jener Film zu sein, der zum erstenmal Ursache und Wirkung, Beginn und Steigerung einer Schiffskatastrophe in einer Anschaulichkeit auf das Bild bringt, die nur Natürlichkeit oder der Natur abgelauscht sein kann. Dieser Brand in den Bunkern des modernen Schiffsriesen, der Einbruch des Wassers in den Leib des Kolosses, Explosion auf Explosion, sinken und ertrinken, retten und ringen, das ist ein überwältigendes Bild, das allein schon den Film zu einer großen Leistung macht. (…) Schauspielerisch ebenso hoch stehend als technisch wurde die ganze Aufnahme durch einen mustergültigen Regisseur meisterhaft bewältigt.“